# Haus Hüsten

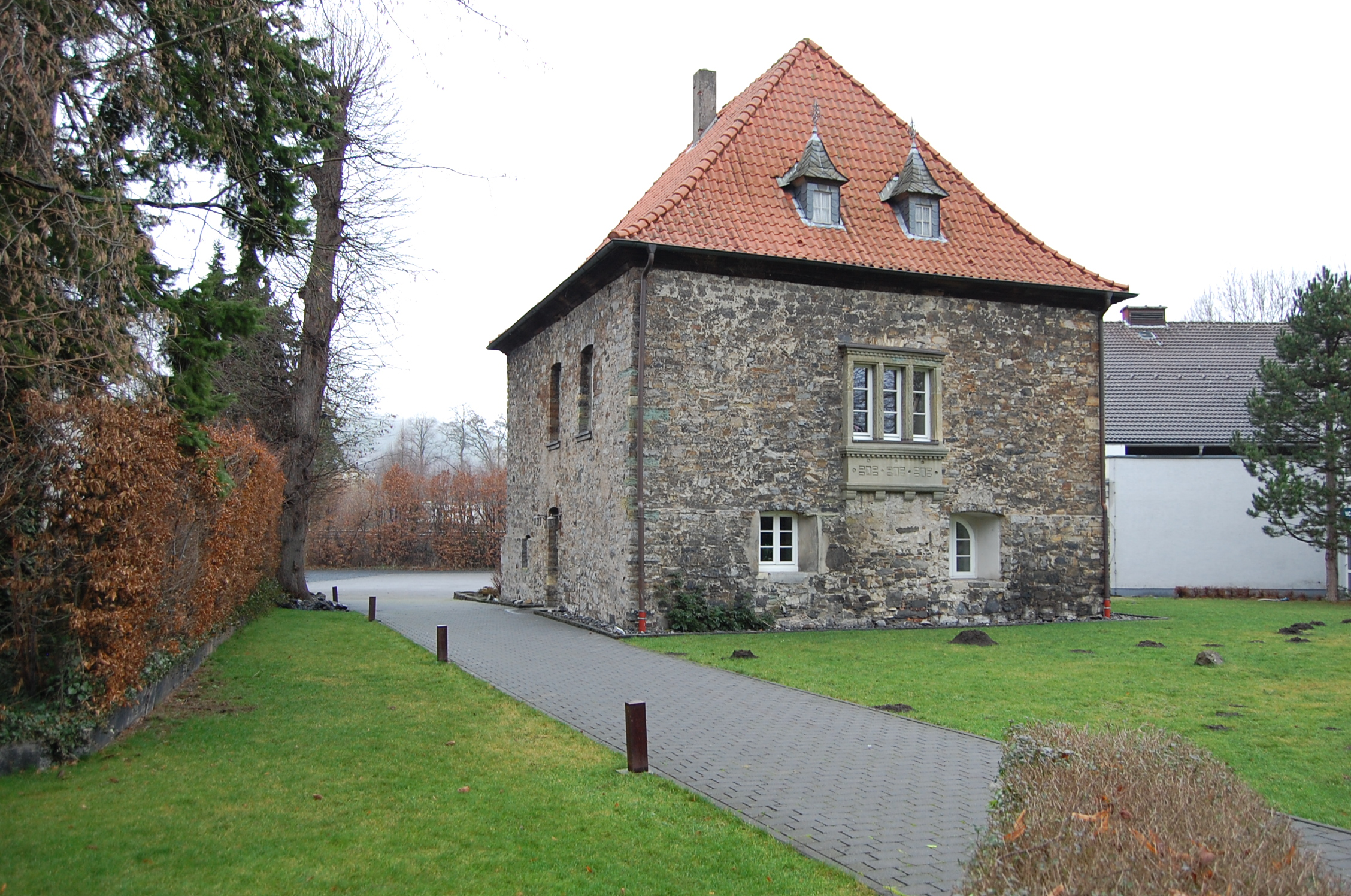
Haus Hüsten

Haus Hüsten (urkundlich auch Hof beim Kirchhof oder Hövels Hof genannt) ist ein ehemaliger Adelssitz in Hüsten (Stadt Arnsberg). Seine Geschichte als Gutshof reicht bis ins 13. Jahrhundert zurück. Teile des heutigen Gebäudes stammen aus der ersten Hälfte des 16. Jahrhunderts. Nach zahlreichen Besitzerwechseln im Laufe der Jahrhunderte ist er heute im Besitz der Schützenbruderschaft Hüsten "Unter dem Schutze des heiligen Geistes von 1435".

## Lage und Besitz
Das Gebäude liegt in unmittelbarer Nähe der St.-Petri-Kirche und des Marktes der Freiheit Hüsten. Es lag aber, wie die Kirche, außerhalb der Grenzen der 1360 gegründeten Freiheit Hüsten. Haus Hüsten bildete den Kern eines umfangreichen Besitzes. Dieser umfasste etwa 64 ha. Hinzu kamen mehrere Pachtgüter (Bauernhöfe und Kotten) sowie verschiedene Gerechtsame.

## Geschichte
Durch den Geschichtsschreiber Johann von der Berswordt, selbst im 17. Jahrhundert Herr auf Haus Hüsten, existieren umfangreiche Informationen über die Vergangenheit des Hauses. Als erste Besitzer erscheinen die Herren von Ardey. Von diesen erwarb Ludwig Graf von Arnsberg vor 1289 den Besitz. Die Besitzer haben den Besitz dann als Lehen vergeben.
Einer der bedeutendsten Lehnsnehmer war Coert von Ketteler – dieser wird in einer Urkunde von 1233 Conradus de Hustene castellanus genannt. Im Jahr 1377 war ein Berthold Schade Unterbeamter der Familie von Hüsten/Ketteler, die selbst in Hachen ansässig war. In dieser Zeit wurde Haus Hüsten Rittersitz. Durch Heirat fiel Haus Hüsten in der zweiten Hälfte des 14. Jahrhunderts ganz in den Besitz der Familie Schade. In diesem verblieb es die folgenden 150 Jahre. Zwischen 1521 und 1577/79 war das Rittergut Hüsten in Besitz der Familie von Plettenberg. Es folgten die Familien von Holdinghausen und von Orsbeck (oder Orsbach). Im Jahr 1585 fiel der Besitz durch Kauf an die Dortmunder Patrizierfamilie von der Berswordt.
Nach einer Zeit unklarer und wechselnder Besitzverhältnisse in der ersten Hälfte des 17. Jahrhunderts, war Haus Hüsten seit der zweiten Hälfte des Jahrhunderts im Besitz der Dortmunder Familie von Hövel, die ihn verpachteten. Im Jahr 1685 erwarben die Freiherren von Fürstenberg einen Teil und 1712 den Rest des teilweise verschuldeten Besitzes. Zeitweise wurde es von der Kirchengemeinde Hüsten als Vikarie genutzt.
Die Schützenbruderschaft Hüsten erwarb das Haus 1979 von Engelbert Eberhard Freiherr von Fürstenberg. In der Folge wurde das Gebäude saniert. Es wurde lange Jahre als ein Museum der Bruderschaft genutzt. Nach weiteren umfangreichen Sanierungen und Umbauten wurde im Erdgeschoss ein Trauzimmer eingerichtet, in dem sich Brautleute in der Stadt Arnsberg das Ja-Wort geben können. Das Museum ist in diesem Zuge in das Obergeschoss umgezogen.

## Bau
Es handelt sich um einen eingeschossigen Bruchsteinbau mit tiefprofilierten Werksteingewänden aus grünem Sandstein. Das Dach ist ein mit Pfannen gedecktes Walmdach. Der älteste Teil des Hauses stammt aus der ersten Hälfte des 16. Jahrhunderts. Beschlagwerk und einige Schmuckformen stammen aus der Zeit um 1600.